# Badia de Corea

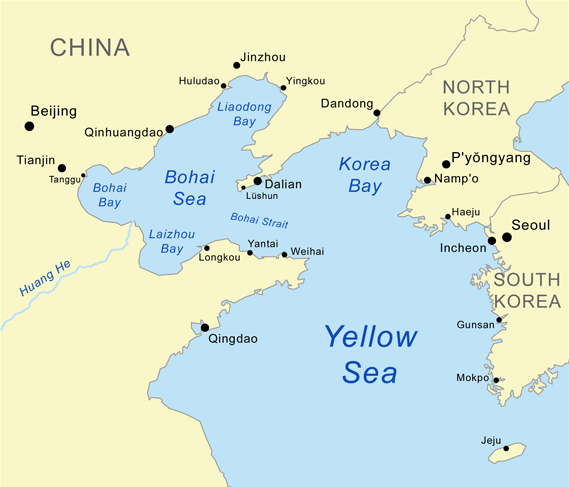
mapa que mostra la Badia de Corea

La Badia de Corea, o Badia de Corea Occidental (ja que també existeix una Badia de Corea Oriental), (en coreà:서조선만 o 서한만 西朝鮮灣 o 西韓灣) és una extensió septentrional de la Mar Groga, entre la província de la Xina de Liaoning i la província Pyongan del Nord de Corea del Nord.
Està separada de la Mar Bohai per la Península de Liaodong, amb Dalian com el seu punt més al sud.
El Riu Yalu, que marca la frontera entre la Xina i Corea del Nord, desemboca a la Badia de Corea entre Dandong (Xina) i Sinŭiju (Corea del Nord).